# ژئوریاضی
زمین‌ریاضی یا ژئوریاضی (به انگلیسی: Geomathematics) که علوم زمین ریاضیاتی، زمین‌شناسی ریاضیاتی و ژئوفیزیک ریاضیاتی نیز نامیده می‌شود، به کاربرد ریاضیات در علوم زمین می‌گویند. روش جدیدی است که در آن همچنین از تکنولوژی‌های مبتنی بر رایانه استفاده می‌کنند، این شاخه صورتی از ژئوفیزیک یا در موارد دیگر ممکن است از زمین‌شناسی دانسته شود. کاربرد نرم‌افزار در این شاخه در قالب بسته‌های برنامه‌های تعاملی یا ماژول‌های مواد آموزشی است. زمین‌ریاضی برای آموزش دانشجویان تکنولوژی‌های مبتنی بر رایانه طراحی شده است.